# Lúč na Ostrove
Lúč na Ostrove es un municipio del distrito de Dunajská Streda en la región de Trnava, Eslovaquia, con una población estimada a final del año 2024 de 733 habitantes.
Se encuentra ubicado al sur de la región, cerca de los ríos Danubio y Váh, y de la frontera con Hungría y la región de Bratislava.

## Demografía
| Año        | 1994 | 2004    | 2014    | 2024    |
| ---------- | ---- | ------- | ------- | ------- |
| Población  | 723  | 755     | 722     | 733     |
| Diferencia |      | +4,42 % | −4,37 % | +1,52 % |

| Año        | 2023 | 2024    |
| ---------- | ---- | ------- |
| Población  | 713  | 733     |
| Diferencia |      | +2,80 % |